# سكوت فيشر
سكوت فيشر (بالإنجليزية: Scott Fisher) مواليد 20 يوليو 1963، هو لاعب كرة سلة أسترالي سابق بدأ مسيرته الاحترافية في سنة 1987. يبلغ طوله 6 قدم 7 بوصة (2.0 م).

## روابط خارجية
- سكوت فيشر على موقع الاتحاد الدولي لكرة السلة (الإنجليزية)
- سكوت فيشر على موقع كرة السلة الأوروبية.كوم (الإنجليزية)
- سكوت فيشر على موقع كلية كرة السلة في سبورتس رفرنس.كوم (الإنجليزية)
- سكوت فيشر على موقع ريلجم (الإنجليزية)
- سكوت فيشر على موقع بروبوليرز (الإنجليزية)
- سكوت فيشر على موقع سبورتس رفرنس (الإنجليزية)
- سكوت فيشر على موقع أوليمبيديا (الإنجليزية)